# Andreas von Gundelfingen

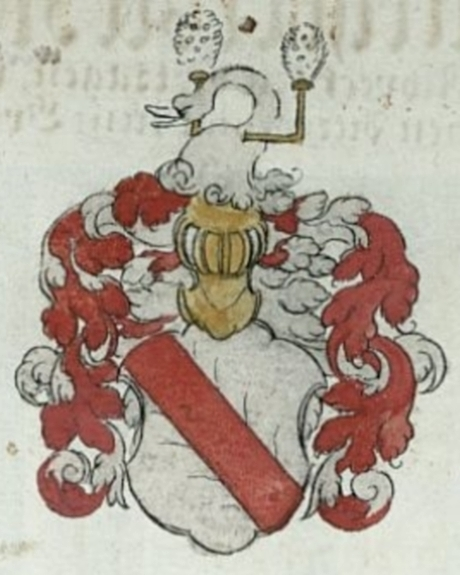
Wappen Andreas von Gundelfingen nach Lorenz Fries: Chronik der Bischöfe von Würzburg, 1574–1582

Andreas von Gundelfingen (* 13. Jahrhundert; † vermutlich am 14. Dezember 1313 in Würzburg) war Bischof von Würzburg von 1303 bis 1313.

## Herkunft
Andreas von Gundelfingen stammte nach Wendehorst aus dem edelfreien Geschlecht der von Gundelfingen aus der heutigen Stadt Gundelfingen an der Donau. Aus seinem näheren Familienumfeld sind seine Brüder Degenhard und Siboto namentlich überliefert. Sein Neffe väterlicherseits war der Augsburger Bischof Degenhard von Hellenstein und mütterlicherseits Friedrich VIII. von Truhendingen.

## Lebensdaten
Seine Laufbahn als Geistlicher führte ihn 1292 als Propst nach Öhringen und ab 1296 als Propst von St. Gumbertus nach Ansbach. Er war 1297 Archidiakon. 1303 wurde er zum Bischof erwählt und von König Albrecht I. und dem Erzbischof Gerhard II. von Eppstein bestätigt.
In der Reichspolitik sicherte ihm König Albrecht I. am Hoftag in Nürnberg am 1. Mai 1304 zu, dass er keinen Frieden mit Böhmen schließen würde, sofern Kriegsschäden unberücksichtigt blieben, und schlichtete außerdem einen Streit zwischen dem Bischof und der Bürgerschaft der Stadt Würzburg. Der König verpfändete Andreas von Gundelfingen weiterhin Stadt und Burg Schweinfurt, obwohl er diese vorher schon an den Markgrafen Hermann I. von Brandenburg verpfändet hatte. Wenig später erhielt er auch noch den Ort Heidingsfeld als Pfand. Zahlreiche Landfürsten begleiteten den König anschließend nach Regensburg, von wo aus ein Feldzug gegen Böhmen im August 1304 seinen Ausgang nahm. Mit dem Ende des Feldzuges kehrte der Bischof nach Würzburg zurück. Er wohnte 1309 der Beisetzung des am 1. Mai 1308 verstorbenen Königs Albrecht I. in Speyer bei.
Um die Finanzierung des Böhmenfeldzugs zu unterstützen, verpfändete Andreas von Gundelfingen 1305 Burg Neuenburg an Walther von Seckendorff, die er 1312 wieder auslösen konnte. Die heimgefallenen Lehen des ausgestorbenen Geschlechts der Edelherren von Wolfsberg verpfändete er 1304 an den Burggrafen Friedrich IV. von Nürnberg. 1307 belehnte er den Grafen Ludwig der Ältere von Rieneck mit Brandenstein und Schlüchtern, die bis dahin die Familie von Brandenstein besaß.
Aus der Zeit des Andreas von Gundelfingen stammt das älteste, in einer Abschrift von 1358 erhaltene Lehensbuch für das Bistum Würzburg.
Konflikte ergaben sich mit den benachbarten Grafen von Henneberg wegen der doppelten Verpfändung von Burg und Stadt Schweinfurt. Albrecht I. wurde gegenüber dem Würzburger Bischof verpflichtet, Ersatz für die Pfandschaft zu liefern. Die Pfandschaft von Schweinfurt wurde schließlich 1309 dem Grafen Berthold VII. von Henneberg-Schleusingen übertragen. Eine Fehde zwischen dem Bischof und Anna von Brandenburg wurde 1309 geschlichtet, so dass die Kinder der Witwe Anna die Würzburger Lehen der verstorbenen Grafen Hermann I. und Poppo VIII. von Henneberg und des Konrad von Wilderberg übertragen bekamen. Von Adelheid, Witwe von Hermann II. von Henneberg und dem Sohn Heinrichs VI. kaufte der Bischof 1310 Fuchsstadt bei Hammelburg und tauschte die Burg Thüngen gegen das verpfändete Geldersheim ein.
Zur Sicherung des Landfriedens schloss er ein Bündnis mit Heinrich V. von Weilnau, Abt von Fulda, dem sich 1308 Pfalzgraf Rudolf I. und Ludwig der Baier anschlossen. Ein ähnliches Bündnis ging Andreas von Gundelfingen auch mit dem Bamberger Bischof Wulfing von Stubenberg ein.
In der Amtszeit von Andreas von Gundelfingen wurden diverse Pfarreien neu errichtet: 1306 Laudenbach und Hettingbeuren, 1311 Kembach und Giebelstadt sowie 1312 Dingolshausen. Er hielt eine Diözesansynode ab.
Er starb wahrscheinlich am 14. Dezember 1313 in Würzburg. Es sind abweichende Sterbetage im Dezember 1313 überliefert. Sein Grab war bereits 1775 nicht mehr vorhanden.

## Im Münzwesen
- Eine Münze von dem würzburgischen Bischof Andreas. AV. ANDREas. Ein Brustbild, in der Rechten ein Schwert, in der Linken einen Krummstab.[3]  Es handelt sich um einen Denar der zwischen 1303 und 1313 geprägt wurde.[4]